# Misti
Pour les articles homonymes, voir Misti (homonymie).
Le Misti ou El Misti est un volcan du tronçon central de la cordillère des Andes au Pérou,. Également connu sous le nom de Putina ou Guagua Putina ou San Francisco, c'est un stratovolcan d'andésite, de dacite et de rhyolite situé dans le Sud du pays près de la ville d'Arequipa dans le département péruvien éponyme.
Avec son cône symétrique enneigé en saison, le Misti s'élève à 5 822 ou 5 825 m d'altitude et se trouve à peu près équidistant des volcans Chachani (6 075 m) au nord-ouest et Pichu Pichu (5 669 m) au sud-est.
Sa dernière éruption remonte à 1985, 198 ans après sa précédente éruption documentée.

## Toponymie
Le nom du volcan proviendrait d'une déformation du terme espagnol mestizo par les Amérindiens et désignant les métis. Ce toponyme lui aurait été attribué en référence à ses neiges.
Avec son sommet tronqué souvent couvert de neige et ses pentes régulières, sa silhouette trapèzoïdale en fait l'archétype d'un volcan, d'où son nom local de Putina qui signifie en quechua « volcan ».

## Géographie
Le Misti est situé dans le Pérou méridional, près de la grande ville d'Arequipa, dont le centre-ville n'est qu'à 17 km au sud-ouest du sommet du Misti. Il culmine à 5 822 ou 5 825 m d'altitude, à 1 400 m au-dessus de l'altiplano et sa base est située à 3 415 m d'altitude.
Il est le 16e volcan le plus haut du monde et le deuxième volcan actif le plus haut[réf. souhaitée].
Il fait partie d'une chaîne de volcans (en ne citant que les cratères actifs) orientée vers le sud-est qui comprend, outre le Misti, l'Ubinas, l'Huaynaputina, le Tutupaca et le Yucumane, puis au Chili le Guallatiri, l'Isluga, l'Olca, le San Pedro, le Putana, le Láscar et enfin le Llullaillaco en Argentine.

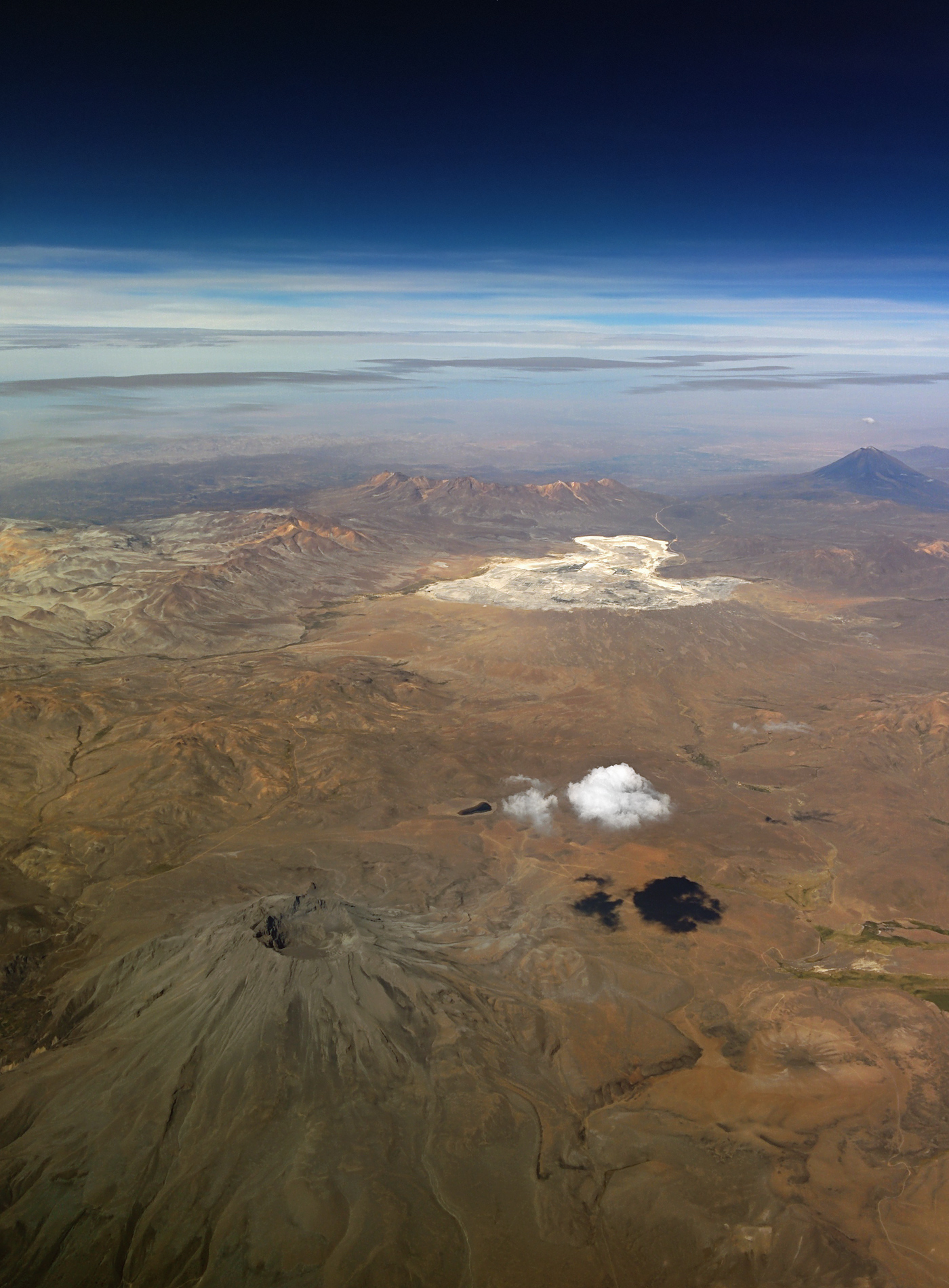
Photo aérienne du volcan Ubinas et du Misti (au fond).
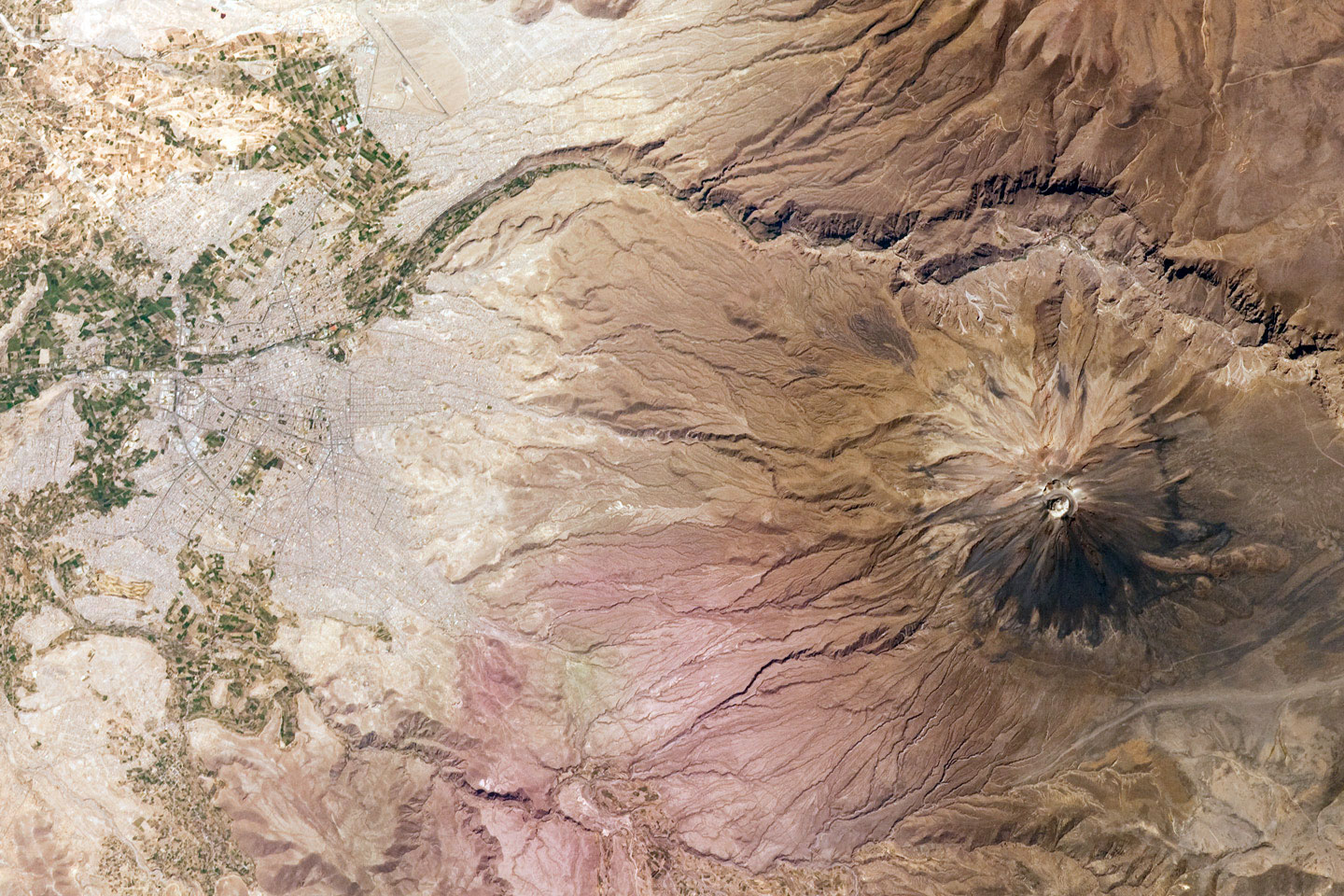
Cette mosaïque de deux photographies d'astronautes illustre la proximité d'Arequipa avec le Misti.

### Géologie

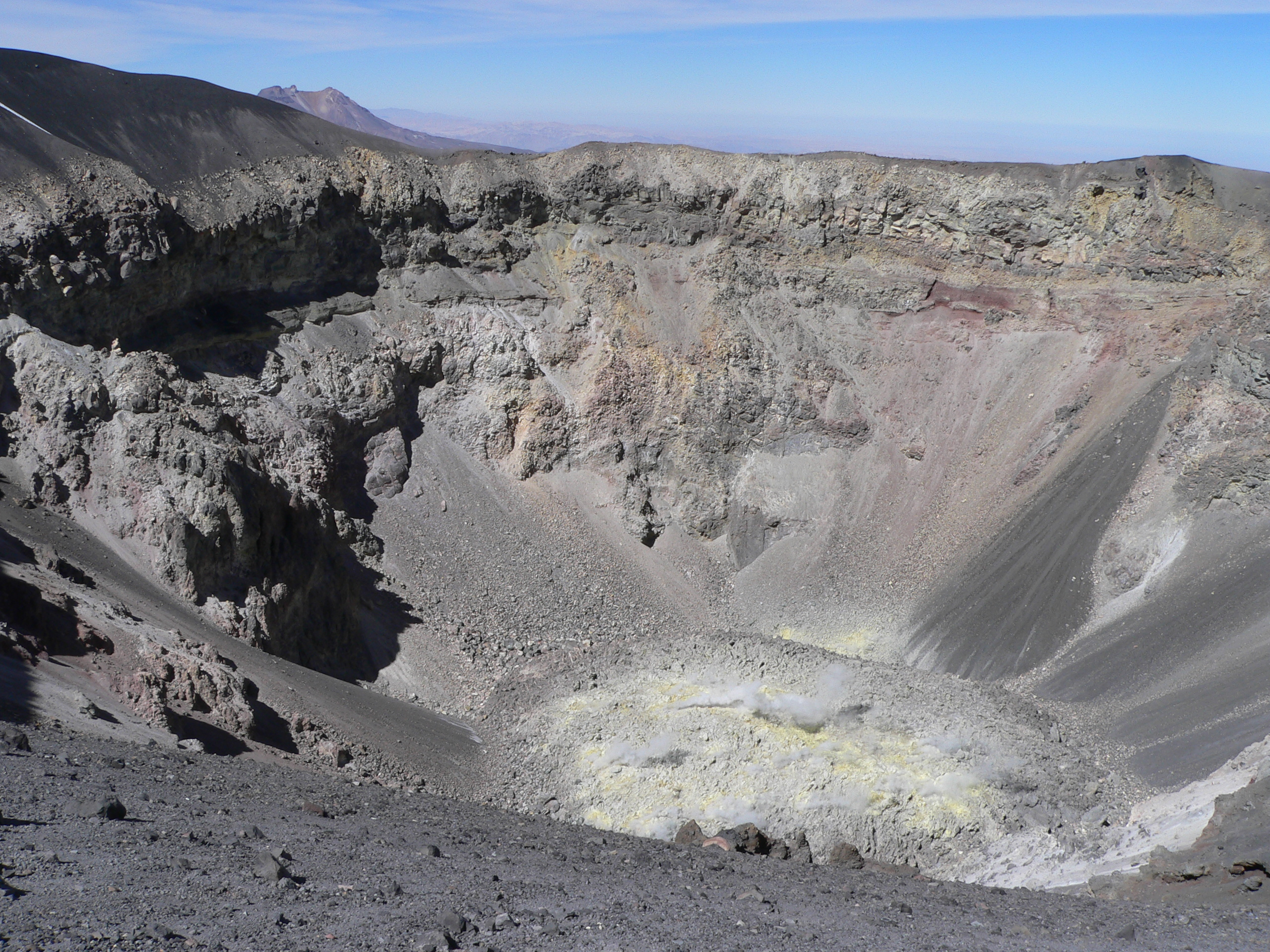
Le cratère du Misti.

Le Misti a trois cratères sommitaux imbriqués concentriques. Des fumerolles actives ou évents de gaz volcaniques et des solfatares, peuvent être vus dans le cratère intérieur.
Au moins 20 dépôts de téphra et de nombreux dépôts à flux pyroclastique ont été documentés au cours des 50 000 dernières années, y compris un flux pyroclastique qui a parcouru 12 km vers le sud il y a environ 2 000 ans. Un grand cône de scories s'est développé avec le cratère sommital extérieur de 830 m de large.
L'activité la plus récente a été principalement pyroclastique et des vents forts ont formé un champ de cendres volcaniques paraboliques s'étendant jusqu'à 20 km sous le vent.
Toute la ville d'Arequipa (1 300 000 habitants) est vulnérable aux poussées pyroclastiques et les zones les plus proches du volcan sont à haut risque, même pour des événements de petite et moyenne taille.

## Histoire

### Histoire éruptive
Le cône symétrique actuel, construit dans une petite caldeira sommitale de 1,5 par 2 km de large, s'est formé il y a entre environ 13 700 et 11 300 ans.
Une éruption au XVe siècle a touché les habitants incas voisins.
En 1600, lors de l'éruption du Huaynaputina, les habitants d'Arequipa étaient très inquiets car, selon les croyances de l'époque ils pensaient que les volcans communiquaient entre eux par des galeries souterraines et donc que El Misti n'allait pas manquer de leur « projeter cendres, pierres et feu par leurs entrailles communes » ; ce qui ne s'est pas produit.
Certains rapports d'éruptions historiques peuvent en réalité représenter une augmentation de l'activité fumarolique.
Les études géologiques montrent qu'il y a eu 5 éruptions minimales au cours du XXe siècle et une éruption plus importante au XVe siècle, sous le règne de Tupac Yupanqui.
El Misti est un volcan actif avec des fumerolles visibles depuis la ville d'Arequipa. Malgré son inactivité apparente, il est considéré comme très dangereux par les experts. En cas d'explosion, de la lave, des gaz et des cendres chaudes se précipiteraient vers la ville.
D'autres volcans de la même chaîne occidentale, comme le Sabancaya (5 967 m) et l'Ubinas (5 672 m), sont en activité continue depuis plusieurs années.
La dernière fois que le Misti a montré un peu d'activité, c'était d'importantes fumerolles en 1870, mais ensuite la dernière éruption du Misti n'a eu lieu qu'en 1985.
Le Misti est considéré comme l'un des 10 volcans actifs ou potentiellement actifs dans cette partie de la cordillère des Andes. Depuis 2005, il est surveillé par l'Observatoire volcanologique méridional (OVS) de l'Institut géophysique du Pérou (IGP), qui dispose de six stations sismiques installées dans son périmètre et qui enregistrent les événements volcaniques et sismiques produits 24h / 24.

### Histoire humaine
Une longue histoire d'éruptions du Misti et de ses volcans voisins a rendu le sol local extrêmement fertile, faisant de la zone environnante l'une des plus productives du Pérou sur le plan agricole. Toute la région d'Arequipa fut plantée d'arbres fruitiers et de vigne lors de la colonisation espagnole grâce à la fertilité de ces terres volcaniques.

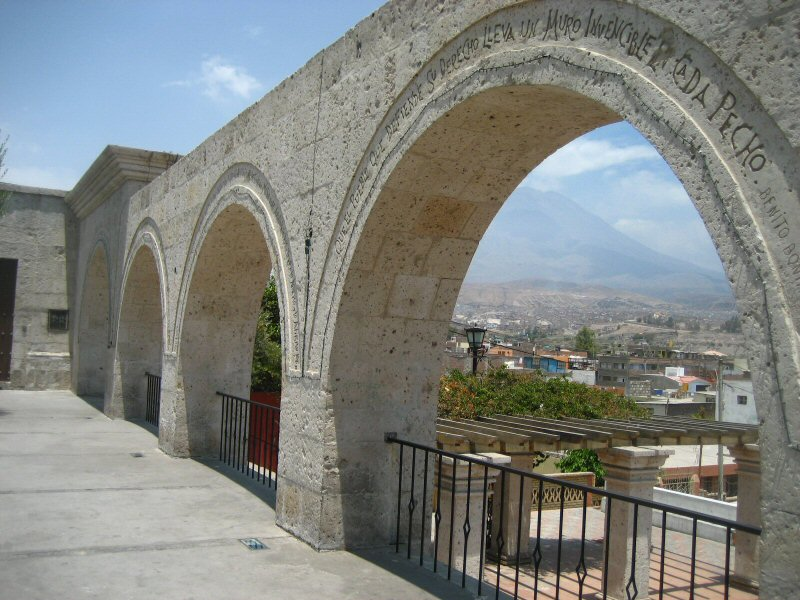
Le mirador de Yanahuara est construit en sillar.

La plupart des bâtiments coloniaux d'Arequipa ont été construits avec de la pierre volcanique appelée sillar, une pierre blanche solide mais facile à travailler, formée avec le dépôt de cendres et de lapilli lors des éruptions pyroclastiques du volcan, d'où le surnom de ciudad blanca, « ville blanche ».
Près du cratère intérieur, six momies et des artéfacts incas ont été trouvés près du sommet, en 1998 lors d'une fouille d'un mois dirigée par les archéologues Johan Reinhard et Jose Antonio Chavez. Ces découvertes sont actuellement conservées au Museo Santuarios Andinos (es) à Arequipa.
Au sommet se trouvaient deux cercles de blocs de pierre blanches rectangulaires et deux tombes à l'intérieur du cratère. Les archéologues n'ont pas pu les fouiller de peur d'endommager les restes, qui étaient déjà assez détériorés par les conditions météorologiques et l'activité géologique. Ils ont procédé de nuit en versant de l'eau pour geler les corps et les retirer ainsi en blocs pour les transporter. Ils ont été conservés par l'Université catholique de Santa María dans un réfrigérateur où ils sont restés pendant près de deux décennies.
Entre février et mars 2018, les restes ont été décongelés dans le laboratoire de l'université; Il s'agissait de cinq corps de garçons et trois de filles, associés à des céramiques, des objets en or et en argent et des coquilles de spondyles. Jamais auparavant aucun artéfact n'avait été trouvé dans le cratère d'un volcan ou dans une tombe unique commune à plusieurs individus. C'était la première preuve d'une tombe commune vraisemblablement les restes d'un sacrifice humain.

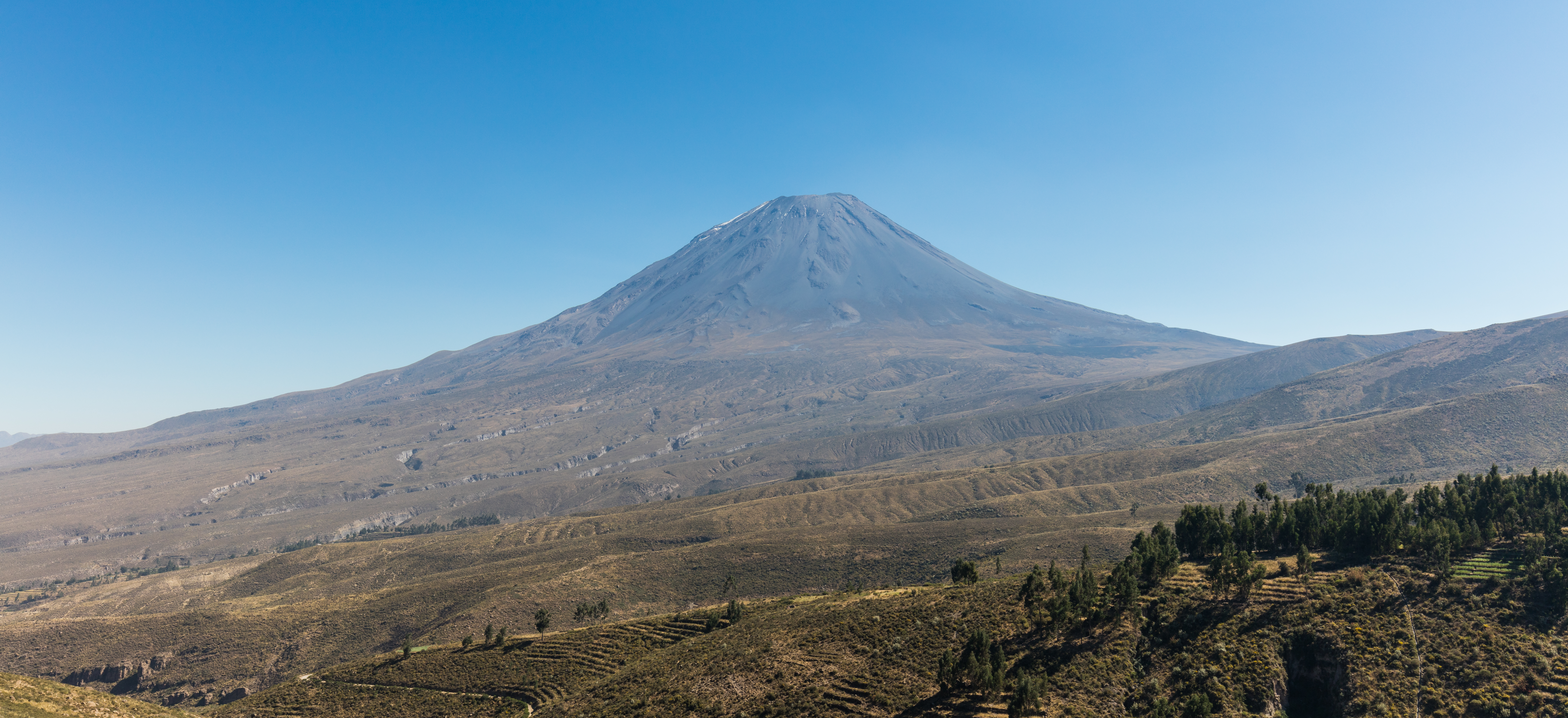
Vue depuis Arequipa.

## Ascension

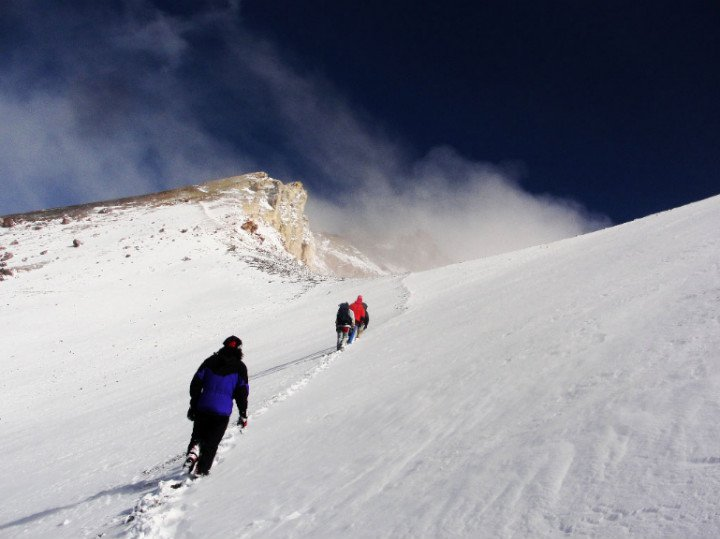
Arrivée au sommet enneigé du Misti.

L'ascension est possible et prend deux jours, en passant une nuit au camp de base de Nido de Águilas (« Nid d'Aigle ») situé à 4 500 mètres d'altitude.
Il existe deux principales voies d'escalade sur le volcan. Le parcours des Pastores commence à 3 300 mètres d'altitude et rejoint le Nido de Águilas. Le parcours Aguada Blanca (« Source Blanche ») commence à 4 000 mètres près du réservoir Aguada Blanca, avec un camp à 4 800 mètres à Monte Blanco (le camp est nommé d'après le Mont Blanc, dont le sommet est à peu près la même altitude que le camp). Aucune de ces voies d'escalade ne présente de difficultés techniques, mais les deux sont considérées comme pénibles en raison des pentes graveleuses abruptes.